# José Antonio Camacho
José Antonio Camacho Alfaro (Cieza, Murcia, 8 de junio de 1955) es un exfutbolista y exentrenador español. En 1992 comenzó su carrera como técnico, para posteriormente ocupar el cargo de seleccionador nacional de España entre 1998 y 2002.
Como futbolista, desarrolló la práctica totalidad de su carrera en el Real Madrid C. F. (1974-1989), siendo el noveno jugador de la historia del club con más partidos disputados —tercero en el momento de su retirada—, con un total de 577 encuentros, 414 de ellos en Primera División. Fue internacional absoluto con la selección española durante 13 años (1975-1988), en los que alcanzó 81 internacionalidades y participó en dos Mundiales y dos Eurocopas.

## Trayectoria

### Futbolista
Su carrera como futbolista empezó en los patios y en las calles de Cieza, poco a poco se fue curtiendo y destacando entre los demás. Cuando el pequeño José Antonio cuenta con seis años de edad, se traslada junto con su familia a Albacete. Durante esta etapa la familia pensó en una vuelta a su provincia natal e incluso llegó a realizar unas pruebas para poder entrar en las categorías inferiores del Real Murcia, pero los técnicos del club pimentonero se decantaron por otros chavales aludiendo que José Antonio era demasiado estrecho de pecho. La familia al final decidió permanecer en la ciudad manchega. Sus inquietudes futbolísticas de adolescente cristalizan a los dieciséis años, jugando en el Atlético Jareño (un equipo de Villanueva de la Jara en la provincia de Cuenca, la localidad de su mujer) y después en el equipo juvenil del Albacete Balompié, donde se alinea como extremo izquierdo.
El nombre del joven José Antonio Camacho comienza a sonar en los círculos futbolísticos del momento y el seleccionador nacional Héctor Rial lo reclama para la selección española juvenil. Su brillante actuación le ayuda a entrar en el primer equipo del Albacete, que por aquel entonces figuraba en Primera Regional.
La calidad técnica de José Antonio Camacho no pasa desapercibida para el Real Madrid y el Barcelona, que se interesan de inmediato por la joven promesa. Sin embargo, Camacho se inclina por el equipo blanco y en marzo de 1973 el Real Madrid lo ficha para su equipo filial, el Castilla. En la temporada 1973-74 debuta en el primer equipo, de la mano de Luis Molowny, y rápidamente se hace con un puesto en la defensa madridista. En enero de 1978 sufre una grave lesión durante un entrenamiento, pero tras dos operaciones y 20 meses de baja consigue volver a los terrenos de juego, permaneciendo siempre en el Real Madrid hasta su retirada al finalizar la campaña 1988-89.
Como jugador destacó por sus férreos marcajes, anticipación y velocidad, pero lo que le hizo marcar una época en el Real Madrid y en la Selección Española fue, sin duda, su espíritu de sacrificio y entrega, su afán de victoria y su carisma que contribuía especialmente al trabajo de equipo.
Disputó 414 partidos de Liga, todos ellos con el Real Madrid, marcó 9 goles y sólo fue expulsado una vez.
Debutó con la selección española el 5 de febrero de 1975 en un España-Escocia (1-1), llegó a vestir la camiseta nacional en 81 partidos, cifra que fue durante mucho tiempo récord absoluto de participaciones, disputando los mundiales de 1982 y 1986 y las Eurocopas de 1984 y 1988. Su coraje, carácter y entrega le convirtió en uno de los máximos exponentes de la denominada Furia.

### Entrenador
Inicios en el Rayo Vallecano
Tras retirarse como futbolista comenzó su carrera como entrenador en el Rayo Vallecano de Madrid, al que logró subir a Primera División.
RCD Espanyol
Posteriormente dirigió al RCD Espanyol en cuatro temporadas (divididas en dos etapas), donde dejó una gran impronta; logrando el campeonato de Segunda División en 1994 y clasificando al equipo para la Copa de la UEFA las dos siguientes temporadas.
Sevilla FC
También entrenó al Sevilla, aunque dejó su puesto antes de terminar la temporada.
Real Madrid
En verano de 1998, firmó por el Real Madrid Club de Fútbol, pero dimitió antes de llegar a ejercer como técnico blanco.
Selección de España
Llegó al puesto de seleccionador de España en septiembre de 1998, dirigiendo al combinado nacional en la Eurocopa de 2000 y el Mundial de 2002, tras el cual renunció al cargo. Durante su estancia como seleccionador español cuajó buenos resultados, llevando a la selección española a practicar un muy buen juego y llegando hasta los cuartos de final en el Mundial de Corea y Japón de 2002, donde la selección de Corea de Sur eliminó a la española en la tanda de penaltis tras una polémica actuación arbitral. Pese a ello, obtuvo el mejor resultado de la selección en una cita mundialista en la época moderna: un 5.º puesto, que fue superado en el Mundial de 2010.
SL Benfica
Tras su paso por la selección, entrenó al Benfica durante casi dos temporadas, ganando una Copa de Portugal.
Segunda etapa en el Real Madrid
En 2004 dejó el conjunto lisboeta para volver a firmar con el Real Madrid, aunque dejó el cargo tras sólo 3 jornadas de Liga.
Segunda etapa en el Benfica
Regresó al Benfica en 2007, pero presentó la dimisión después de una mala racha de resultados en marzo de 2008.
CA Osasuna
Su siguiente experiencia llegó de la mano de Osasuna, donde sustituyó a José Ángel Ziganda a finales de 2008. En la temporada 2008-09, como entrenador de Osasuna durante 32 jornadas, consiguió el objetivo de la permanencia del equipo navarro en la máxima categoría del fútbol español al vencer en los dos últimos partidos a FC Barcelona y Real Madrid, cuando estos dos equipos ya no se jugaban nada. Este último encuentro se disputó en el Estadio Reyno de Navarra el 31 de mayo de 2009 y finalizó con la victoria de los "rojillos" por 2-1. Durante la temporada 2009-10, Camacho volvió a conseguir el objetivo y Osasuna se salvó, al alcanzar los 42 puntos a falta de dos jornadas. Sin embargo, en febrero de 2011, a poco más de la mitad de la temporada 2010-11, el club navarro decidió cesarle tras una irregular trayectoria que le llevó a caer a la zona de descenso. Osasuna estuvo 20 partidos (más de un año) sin vencer lejos de Pamplona, y Camacho dejó al equipo en puestos de descenso. Se desvinculó de Osasuna el 14 de febrero de 2011, siendo criticado por su manera de jugar, por los fichajes realizados, por no apoyar la cantera, por no saber conectar con la prensa y la afición, y por no mostrar ningún tipo de ambición al frente del club "rojillo". Su sustituto al frente del equipo navarro fue José Luis Mendilibar. Camacho achacó esta destitución a motivos políticos.
Selección de China
El 14 de agosto de 2011, fue fichado para entrenar a la selección nacional de China con el objetivo de clasificarla para el Mundial de Brasil 2014. Debutó con victoria por 2 a 1 frente a Singapur. Sin embargo, tras perder los dos siguientes partidos, China se quedó sin opciones de clasificarse. Tras una serie de malos resultados, fue destituido el 23 de junio de 2013.
Selección de Gabón
El 26 de noviembre de 2016, Camacho anunció que sería el nuevo entrenador de la selección nacional de Gabón. Participó en la Copa África, siendo eliminado en la fase de grupos. El 12 de septiembre de 2018, fue cesado en sus funciones.

## Selección nacional
Ha sido 81 veces internacional con la selección española, haciendo su debut el 5 de febrero de 1975 frente a Escocia.
Disputó con España los mundiales de España'82 y México'86 y las Eurocopas de Francia 1984, quedando subcampeón y de Alemania 1988.

## Estadísticas

### Clubes
Datos actualizados a fin de carrera deportiva.
| Albacete Balompié | 1972-73       | Reg.          | 4                                | —                                | —                                | —                                | Inaccesibles                     | Inaccesibles                     | 4   | 0  | 0    |
| Castilla C. F.    | 1973-74       | 3.ª           | 25                               | —                                | 6                                | —                                | —                                | —                                | 31  | 0  | 0    |
| Real Madrid C. F. | 1973-74       | 1.ª           | 5                                | —                                | —                                | —                                | —                                | —                                | 5   | 0  | 0    |
| Real Madrid C. F. | 1974-75       | 1.ª           | 34                               | —                                | 7                                | 1                                | 6                                | —                                | 47  | 1  | 0.02 |
| Real Madrid C. F. | 1975-76       | 1.ª           | 33                               | 1                                | 2                                | —                                | 8                                | —                                | 43  | 1  | 0.02 |
| Real Madrid C. F. | 1976-77       | 1.ª           | 32                               | 2                                | 2                                | —                                | 4                                | —                                | 38  | 2  | 0.05 |
| Real Madrid C. F. | 1977-78       | 1.ª           | 15                               | 2                                | 4                                | —                                | —                                | —                                | 19  | 2  | 0.11 |
| Real Madrid C. F. | 1978-79       | 1.ª           | Lesionado de gravedad (20 meses) | Lesionado de gravedad (20 meses) | Lesionado de gravedad (20 meses) | Lesionado de gravedad (20 meses) | Lesionado de gravedad (20 meses) | Lesionado de gravedad (20 meses) | 0   | 0  | 0    |
| Real Madrid C. F. | 1979-80       | 1.ª           | 33                               | —                                | 3                                | —                                | 8                                | —                                | 44  | 0  | 0    |
| Real Madrid C. F. | 1980-81       | 1.ª           | 34                               | —                                | 4                                | —                                | 9                                | —                                | 47  | 0  | 0    |
| Real Madrid C. F. | 1981-82       | 1.ª           | 33                               | 2                                | 7                                | —                                | 8                                | —                                | 48  | 2  | 0.04 |
| Real Madrid C. F. | 1982-83       | 1.ª           | 34                               | 1                                | 13                               | —                                | 8                                | —                                | 55  | 1  | 0.02 |
| Real Madrid C. F. | 1983-84       | 1.ª           | 30                               | 1                                | 8                                | 1                                | 2                                | —                                | 40  | 2  | 0.05 |
| Real Madrid C. F. | 1984-85       | 1.ª           | 33                               | —                                | 8                                | —                                | 12                               | —                                | 53  | 0  | 0    |
| Real Madrid C. F. | 1985-86       | 1.ª           | 29                               | —                                | 4                                | —                                | 12                               | —                                | 45  | 0  | 0    |
| Real Madrid C. F. | 1986-87       | 1.ª           | 32                               | —                                | 2                                | —                                | 8                                | —                                | 42  | 0  | 0    |
| Real Madrid C. F. | 1987-88       | 1.ª           | 30                               | —                                | 8                                | —                                | 4                                | —                                | 42  | 0  | 0    |
| Real Madrid C. F. | 1988-89       | 1.ª           | 7                                | —                                | 1                                | —                                | 1                                | —                                | 9   | 0  | 0    |
| Total club        | Total club    | Total club    | 414                              | 9                                | 73                               | 2                                | 90                               | 0                                | 577 | 11 | 0.02 |
| Total carrera     | Total carrera | Total carrera | 443                              | 9                                | 79                               | 2                                | 90                               | 0                                | 612 | 11 | 0.02 |
| 1. 2. 3.          |               |               |                                  |                                  |                                  |                                  |                                  |                                  |     |    |      |

### Entrenador
| Club                       | País     | Año         |
| -------------------------- | -------- | ----------- |
| Rayo Vallecano de Madrid   | España   | 1992 - 1993 |
| RCD Espanyol               | España   | 1993 - 1996 |
| Sevilla FC                 | España   | 1996 - 1997 |
| RCD Espanyol               | España   | 1997 - 1998 |
| Selección de España        | España   | 1998 - 2002 |
| Sport Lisboa e Benfica     | Portugal | 2002 - 2004 |
| Real Madrid Club de Fútbol | España   | 2004        |
| Sport Lisboa e Benfica     | Portugal | 2007 - 2008 |
| Club Atlético Osasuna      | España   | 2008 - 2011 |
| Selección de China         | China    | 2011 - 2013 |
| Selección de Gabón         | Gabón    | 2016 - 2018 |

## Palmarés

### Como jugador
| Títulos nacionales | Club              | Año  |
| ------------------ | ----------------- | ---- |
| Copa               | Real Madrid C. F. | 1974 |
| Campeonato de Liga | Real Madrid C. F. | 1975 |
| Copa               | Real Madrid C. F. | 1975 |
| Campeonato de Liga | Real Madrid C. F. | 1976 |
| Campeonato de Liga | Real Madrid C. F. | 1978 |
| Campeonato de Liga | Real Madrid C. F. | 1979 |
| Campeonato de Liga | Real Madrid C. F. | 1980 |
| Copa               | Real Madrid C. F. | 1980 |
| Copa               | Real Madrid C. F. | 1982 |
| Copa de la Liga    | Real Madrid C. F. | 1985 |
| Campeonato de Liga | Real Madrid C. F. | 1986 |
| Campeonato de Liga | Real Madrid C. F. | 1987 |
| Campeonato de Liga | Real Madrid C. F. | 1988 |
| Supercopa          | Real Madrid C. F. | 1988 |
| Campeonato de Liga | Real Madrid C. F. | 1989 |
| Copa               | Real Madrid C. F. | 1989 |
| Supercopa          | Real Madrid C. F. | 1989 |

| Títulos internacionales | Club        | Año  |
| ----------------------- | ----------- | ---- |
| Copa de la UEFA         | Real Madrid | 1985 |
| Copa de la UEFA         | Real Madrid | 1986 |

### Como entrenador
| Títulos          | Club             | Año  |
| ---------------- | ---------------- | ---- |
| Segunda División | R. C. D. Español | 1994 |
| Copa             | S. L. Benfica    | 2004 |